# Veronica Antal
Pour les articles homonymes, voir Antal (homonymie).
Veronica Antal, née le 7 décembre 1935 à Nisiporeşti en Roumanie et morte (assassinée) le 24 août 1958 à Hălăuceşti Roumanie, était une jeune fille roumaine, engagée dans diverses associations catholiques, qui fut assassinée au retour d'une célébration religieuse pour avoir refusé les avances d'un homme mal intentionné. Qualifiée de martyre de la pureté par l'Église catholique, elle est proclamée bienheureuse en septembre 2018.

## Biographie
Issue d'une modeste famille d'agriculteurs. Veronica Antal est élevée dans la pratique religieuse. Cependant, encore jeune, elle doit abandonner l'école pour travailler dans la ferme familiale. À l'âge de 16 ans, elle manifeste son désir d'entrer dans la vie religieuse, mais ses parents s'opposent à ce projet. Le climat politique de l'époque y est également défavorable, le régime communiste menant alors une répression sévère contre les Ordres et Congrégations religieuses. 
Veronica fait alors profession dans un groupe laïc, le Tiers-Ordre franciscain, et adopte un style de vie religieux tout en demeurant chez elle, partageant ses journées entre la prière, les tâches ménagères et le catéchisme qu'elle fait aux enfants. Elle intègrera aussi la Milice de l'Immaculée, fondée par saint Maximilien Kolbe. 
Ayant fait un vœu privé de chasteté, c'est quelques jours avant sa mort qu'elle se passionne pour l'histoire de sainte Maria Goretti et déclare à ses compagnes qu'elle réagirait de la même façon face à une telle agression. Le 24 août 1958, alors qu'elle rentre seule d'une célébration liturgique, un jeune paysan lui fit des propositions indécentes et tenta de la violer. Veronica se défendit. Furieux, il la poignarda de 42 coups de couteau. Elle fut retrouvée deux jours plus tard, tenant un chapelet dans la main.

## Reconnaissance du martyre
La cause de sa béatification est ouverte le 25 novembre 2003 au diocèse de Iași en Roumanie. L'enquête diocésaine s'est clôturée le 12 novembre 2006 et envoyée à Rome afin d'y être étudiée par la Congrégation pour les causes des saints. 
Le 26 janvier 2018, le pape François reconnait son martyre et signe le décret de béatification. La cérémonie durant laquelle elle a été proclamée bienheureuse a été célébrée le 22 septembre 2018 à Nisiporeşti, par le cardinal Giovanni Angelo Becciu.